# Landschaftsschutzgebiet Homberg und Magergrünland bei Züschen
Das Landschaftsschutzgebiet Homberg und Magergrünland bei Züschen mit 38,67 ha Größe liegt südwestlich, südlich und südöstlich von Züschen im Stadtgebiet von Winterberg. Das Gebiet wurde 2008 vom Kreistag des Hochsauerlandkreises mit dem Landschaftsplan Winterberg als Landschaftsschutzgebiet (LSG) Typ C ausgewiesen. 

## Beschreibung
Im Süden geht es bis an die Stadt- und Kreisgrenze. Im LSG befinden sich fast nur Magergrünlandgesellschaften. Das LSG besteht aus sechs Teilflächen. Das LSG ist zum Großteil ein gesetzlich geschütztes Biotop nach § 30 BNatSchG.
Die westliche Teilfläche wurde als Skigebiet Homberg genutzt, dieses wurde auch als Snow World Züschen bezeichnet. Im Juli 2024 wurde Insolvenzverfahren gegen die Homberg-Ziegenhelle Sport- und Freizeitgesellschaft, die Besitzergesellschaft des Skigebietes, eröffnet.

## Rechtliche Rahmen
Das Landschaftsschutzgebiet Homberg und Magergrünland bei Züschen wurde als eines von 13 Landschaftsschutzgebieten vom Typ C, Wiesentäler und bedeutsames Extensivgrünland im Stadtgebiet von Winterberg, ausgewiesen. Wie in den anderen 12 Landschaftsschutzgebieten vom Typ C im Landschaftsplangebiet Winterberg besteht im LSG Talsystem der Elpe ein Umwandlungsverbot von Grünland und Grünlandbrachen in Acker oder andere Nutzungsformen. Eine Erstaufforstung und eine Anlage von Weihnachtsbaumkulturen ist verboten. Eine maximal zweijährige Ackernutzung innerhalb von zwölf Jahren ist erlaubt, falls damit die Erneuerung der Grasnarbe vorbereitet wird. Dies gilt als erweiterter Pflegeumbruch. Beim erweiterten Pflegeumbruch muss ein Mindestabstand von fünf Metern vom Mittelwasserbett eingehalten werden.

## Schutzzweck
Die Ausweisung erfolgte zur Ergänzung der Naturschutzgebiets-Ausweisung in den Talauen von Winterberg um ein Offenlandbiotop-Verbundsystem zu schaffen, damit Tiere und Pflanzen Wanderungs- und Ausbreitungsmöglichkeiten behalten, und dem Erhalt der Vorkommen geschützter Vogelarten sowie dem Schutz artenreicher Pflanzengesellschaften.